# Chrysometa serachui
Chrysometa serachui là một loài nhện trong họ Tetragnathidae.
Loài này thuộc chi Chrysometa. Chrysometa serachui được Herbert W. Levi miêu tả năm 1986.